# Orchestra Giovanile Luigi Cherubini
Das Orchestra Giovanile Luigi Cherubini (deutsch: „Luigi Cherubini Jugend-Orchester“) ist ein Jugendorchester in Piacenza und Ravenna (Italien).
Manchmal wird es auch als Luigi Cherubini Orchester oder einfach Orchester Cherubini bezeichnet. Der Name leitet sich von dem italienischen Komponisten Luigi Cherubini ab.
Gegründet wurde das Orchester im Jahr 2004 von Riccardo Muti. Dieser ist seither musikalischer Direktor des Ensembles, das sowohl für Aktivitäten auf dem Gebiet der Oper, als auch der symphonischen Musik engagiert wird.
Eine Stiftung übernimmt die Organisation der Auftritte, Mitglieder werden in das Orchester aufgenommen, wenn sie sich durch ein Probespiel dafür qualifiziert haben. Berechtigt sind Personen, die über die Staatsangehörigkeit eines Mitgliedstaates der EU verfügen, sowie an Musikhochschulen studiert haben, eine Teilnahme ist auf das Alter von 18 bis 27 Jahren begrenzt.